# AKC Steeds Hooger
Apeldoornse Korfbal Club Steeds Hooger was een korfbalvereniging uit Apeldoorn. De vereniging bestond sinds 1 juli 1932. In het verleden speelde Steeds Hooger zowel op het veld als in de zaal hoofdklasse.
De accommodatie was in eigen beheer in het Apeldoornse Sportpark Orderbos. Deze bestaat uit een kunstgrasveld waar meerdere wedstrijden tegelijkertijd gespeeld kunnen worden. Verder is er een beachkorfbalveld aanwezig en natuurgras.
Het ledental lag tussen de 275 en 300. Het 1e team speelde op het veld en in de zaal afwisselend in de eerste en tweede klasse. In 2016 werd de stap gezet tot een fusie met Korfbal Vereniging Atalante (Apeldoorn). In 2018 werd de fusie definitief doorgevoerd: de beide clubs gingen op in KV Apeldoorn. 